# Alessandro Guidi
Carlo Alessandro Guidi (Pavia, 14 giugno 1650 – Frascati, 12 giugno 1712) è stato un poeta e drammaturgo italiano.

## Biografia
Nato da Bernardo Guidi e da Maddalena Figarolla, ebbe fin dall'infanzia seri problemi fisici, essendo privo della vista da un occhio e deforme nel torace e nelle spalle, mentre in età adulta soffrì d'improvvise sonnolenze. Studiò presso i gesuiti, distinguendosi nella lingua e nella poesia latina, ma non apprese il greco.
Dal 1666 visse a Parma dove si conquistò il favore del duca Ranuccio II Farnese, scrivendo per lui e per la sua corte versi encomiastici, e ottenendo l'ammissione nell'«Accademia dei Gelati» di Bologna. Nel 1671 pubblicò le sue Poesie liriche che mostrano influenze sia del Marino che di Gabriello Chiabrera. Per il teatro scrisse i melodrammi La Parma nel 1669, Le navi d'Enea nel 1673 e Il Giove d'Elide fulminato nel 1677, tutti musicati da Marco Uccellini, l'Amore riconciliato con Venere e l'Amalasonta in Italia nel 1681, entrambi su musica di Giovanni Battista Policci.
Membro dell'Accademia Reale di Cristina di Svezia nel 1679, Guidi conobbe a Roma nel 1683 l'ex-regina e gli esponenti dell'Accademia, e su loro richiesta il duca Ranuccio acconsentì al trasferimento del poeta, che si stabilì a Roma nel 1685, ottenendo uno stipendio da Cristina, una pensione da Ranuccio II e nel 1687 la carica di abate con i relativi benefici. Celebrò nel 1686 il barone Michele d'Aste, caduto nell'assedio di Buda, e l'incoronazione di Giacomo II nel 1687 con l'Accademia per musica, musicata da Bernardo Pasquini. Adeguatosi alla poetica dell'Accademia, antibarocca e classicista, che guardava al Chiabrera come suo primo modello, Guidi ne divenne il più apprezzato interprete.
Del 1688 è la prima versione, in tre atti, della favola pastorale L'Endimione, scritta a celebrazione di Cristina di Svezia, che collaborò alla sua stesura. La versione definitiva, in cinque atti, fu rappresentata nella neonata Accademia dell'Arcadia, la cui fondazione è del 1690 e della quale Guidi fece parte dal 2 luglio 1691 col nome di Erilo Cleoneo. L'Endimione mostra influssi dei modelli maggiori dell'Aminta tassiano e del Pastor fido del Guarini, e fu pubblicato nel 1692 preceduto da un Discorso di Gian Vincenzo Gravina, che è una sorta di manifesto dell'Arcadia.
Ancora del 1692 è la cantata La Dafne e nel 1695 commemorò in Arcadia la recente scomparsa di Ranuccio Farnese con il Ragionamento in morte di Ranuccio II, duca di Parma. Quell'anno pubblicò i Pensieri heroici, otto discorsi che Guidi fa pronunciare da personaggi storici - Carlo II, Carlo V, Menenio Agrippa, Tommaso Moro, Rosmunda, Temistocle - o fa rivolgere a Lucrezia e a Francesco Sforza, cercando così di mettere in luce il tratto tipico del loro carattere.
Nelle ventidue Rime, pubblicate nel 1704, raccolse le sue migliori canzoni scritte nell'arco degli ultimi venti anni. Oltre a quella tipica derivata dal Chiabrera, si nota in esse l'adozione della canzone "a selva", nella quale gli endecasillabi si alternano liberamente ai settenari, una scelta che sarà ripresa da Leopardi nelle cosiddette canzoni libere. Nelle Rime sono presenti sia il consueto influsso del modello lirico pindarico, sia immagini tratte dalle Scritture.
Nel 1709 si stabilì a Pavia, dove indirizzò al principe Eugenio di Savoia, governatore della Lombardia, la Scrittura in forma di memoriale contro il nuovo sistema de' pesi dello Stato di Milano, che fu accolto dalle autorità, valendogli l'ammissione all'Ordine dei nobili e decurioni di Pavia. Poi passò a Bologna e a Parma, ospite della corte del duca Francesco Farnese.
Tornato a Roma nel 1711, ottenne dal papa Clemente XI uno stipendio e lavorò alla tragedia Sofonisba, lasciata incompiuta, e alle Sei omelie, una traduzioni in versi di omelie latine scritte da Clemente XI. Stava recandosi da Roma a Castel Gandolfo per consegnare personalmente al Papa la prima stampa dell'opera, quando durante il viaggio, il 12 giugno 1712, morì a Frascati colpito da apoplessia. Circolò subito la diceria che il malore fosse stato provocato dalla scoperta di alcuni errori di stampa presenti nel libro.
Secondo le sue volontà, fu sepolto nella chiesa di Sant'Onofrio al Gianicolo in Roma, accanto al Tasso.
L'opera del Guidi godette di buona fama, fino alla stroncatura operata dal Leopardi. Questi, nello Zibaldone, lo dichiarò «emulo impotente di Pindaro», privo di fantasia, «nudo intierissimamente d'affetto». Incapace di raggiungere, come avrebbe voluto, il sublime, le sue canzoni sono coperte «di uno strato di perfetta e formale mediocrità e freddezza», con immagini «accozzate e messe una dopo l'altra ordinatamente e in simmetria senza rapidità di stile». La sua espressione ha «una purgatezza competente, senz'ombra di proprietà né d'efficacia», il verso è sonante ma non armonioso, e le sue Omelie, che pure sono «l'ultima e più studiata cosa che facesse», hanno «citazioni di Padri debolissime stiracchiate schifose».

## Opere
- Poesie liriche d'Alessandro Guidi consagrate all'Altessa Serenissima di Ranuccio II Farnese duca di Parma, e di Piacenza. In Parma: per li Viotti, 1671
- Il Giove d'Elide fulminato, introduzione al balletto fatto dalla serenissima signora duchessa di Parma l'anno 1677. Nel teatrino del serenissimo signor duca poesia d'Alessandro Guidi, posta in musica da d. Marco Uccellini maestro di capella della medesima altezza, Parma, 1677
- Amalasonta in Italia. Dramma d'Alessandro Guidi, posto in musica dal Maestro di cappella Gio: Battista Policci, e fatto rappresentare dal serenissimo signor duca di Parma nel Teatro del Collegio de' Nobili l'anno 1681. In Parma: per Galeazzo Rosati Stampator Ducale, 1681
- Amore riconciliato con Venere, introduzione al balletto fatto dalla serenissima signora duchessa di Parma l'anno 1681. nel Teatrino del serenissimo signor duca poesia d'Alessandro Guidi, posta in musica dal Maestro di cappella Gio: Battista Policci. In Parma: per Galeazzo Rosati Stampator Ducale, 1681
- Accademia per musica fatta nel real palazzo della maesta della regina Christina per festeggiare l'assonzione al trono di Giacomo secondo re d'Inghilterra, versi d'Alesandro Guidi. In Roma: nella stamperia della Reu. Cam. Apost., 1687
- L' Endimione di Erilo Cleoneo pastore arcade con un discorso di Bione Crateo all'eminentiss. e reverendiss. sig. cardinale Albano. In Amsterdam: appresso la vedoua Schippers, 1692
- Pensieri heroici, spiegati dalla penna d'Alessandro Guidi. Dedicati all'illustrissimo Nicolò Foscarini. In Venetia: appresso Alvise Pavin, 1695; In Parma: per Giuseppe Rossetti, 1695
- Poesie d'Alessandro Guidi non più raccolte, con la sua vita novamente scritta dal signor canonico Crescimbeni e con due ragionamenti di Vincenzo Gravina non più divulgati, Verona, G. A. Tumermani, 1726
- Le basiliche di S. Francesco di Asisi e della Madonna degli Angeli, descritte da Alessandro Guidi, postovi innanzi un compendio della vita di esso serafico padre. Roma: Tip. poliglotta, 1873

### Edizioni moderne
- Alessandro Guidi, Poesie approvate. L'Endimione. La Dafne. Rime. Sonetti. Sei omelie, a cura di B. Maier, Ravenna, Longo, 1981
- Alessandro Guidi, Prima dell'Arcadia. Le poesie liriche e l'Amalasonta in Italia (1671-1681), a cura di L. Salvarani, [La Finestra editrice], Lavis 2005.